# Protestas en Cuba de 2021
Las protestas en Cuba de 2021, habitualmente referidas en Cuba como «el 11 de Julio» u «11-J», fueron una serie de manifestaciones desencadenadas contra el gobierno cubano, debido a la crisis sanitaria por la pandemia de COVID-19, la escasez y el racionamiento de alimentos y medicamentos, y las restricciones a la libertad de expresión y de reunión en dicho país. Las manifestaciones se llevaron a cabo entre el 11 y el 17 de julio, las mismas han sido descritas como las más grandes contra el gobierno desde el «Maleconazo» de 1994.

## Antecedentes
En 2014, durante la administración de Barack Obama se relajaron las sanciones contra Cuba, vigentes desde 1960, bajo un acuerdo entre el gobernante norteamericano y el entonces presidente Raúl Castro. Raúl Castro, por su lado, derogó diversas prohibiciones generando, con esto, crecimiento en la economía. Sin embargo, en 2020 la situación económica volvió a empeorar debido a la ineficiencia, la burocracia y las sanciones dadas por el entonces presidente estadounidense Donald Trump, además de la caída del turismo. Una reforma monetaria resultó con alta inflación y comenzaron a aparecer las filas para alimentos. El gobierno cubano optó por desarrollar su propia vacuna contra el COVID-19 en lugar de comprar vacunas extranjeras, aunque el proceso se retrasó en múltiples ocasiones. A medida que los casos de COVID-19 comenzaron a extenderse por Cuba, muchos trabajadores autónomos tuvieron que dejar de trabajar por las cuarentenas agudizando aún más la situación económica del país.

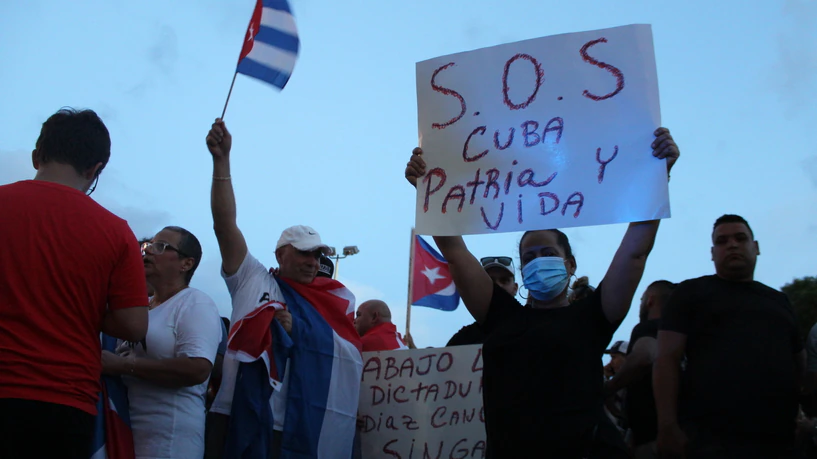
Manifestantes cubanos en Miami en apoyo a las protestas con las frases «SOS Cuba» y «Patria y Vida».

El 16 de febrero de 2021 se lanzó en Youtube la canción «Patria y Vida» interpretado por los músicos Yotuel Romero y Descemer Bueno, el dúo Gente de Zona y los raperos Maykel Osorbo y El Funky. En dicha canción se criticaba al régimen cubano y al adoctrinamiento en la isla. Esta provocó múltiples reacciones al tener más de 72 millones de visualizaciones en la red social. El presidente Díaz-Canel, que asumió el cargo en 2018, hizo un llamado a cantar el himno de Cuba y su lema “Patria o muerte ¡Venceremos!”. A principios de julio, en la provincia de Matanzas hubo un considerable aumento de casos de COVID-19 debido a la apertura de los hoteles para el turismo, situación que se vio agravada por la escasez de medicamentos y alimentos. Es entonces cuando se activa masivamente la campaña en redes sociales “#SOSCUBA” y “#SOSMATANZAS”. Diversos artistas internacionales —como Paco León, Don Omar, Ozuna, Ricardo Montaner, Alejandro Sanz, Nicky Jam, J Balvin, Lali Espósito, Natanael Cano, Daddy Yankee, Natti Natasha, Becky G y Mia Khalifa— se unieron al pedido. Tras los hecho, el gobierno cubano declaró que la isla atraviesa por una situación “muy compleja”, pero señaló que la vía propuesta está tergiversada y calificó la campaña como un intento de descrédito.

## Las protestas

### 11 de julio

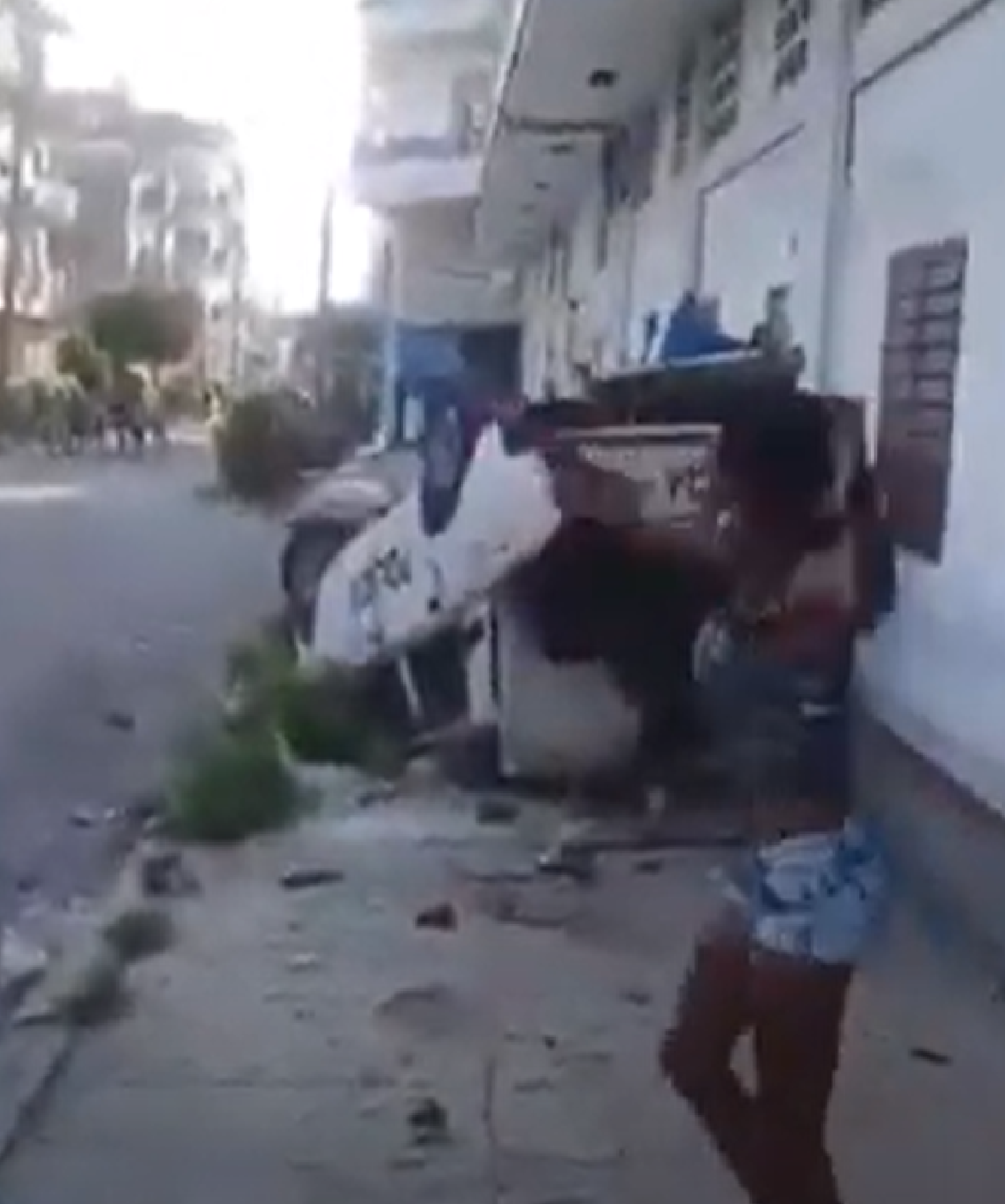
Manifestantes contra el gobierno destruyen un automóvil de la Policía Nacional Revolucionaria (PNR).

Las manifestaciones surgieron en San Antonio de los Baños, cerca de La Habana, y Palma Soriano, en la provincia de Santiago de Cuba, con personas cantando «Patria y Vida», una canción que se ha vuelto icónica para la oposición al castrismo. El Movimiento San Isidro llamó a salir al Malecón de La Habana. Las protestas se expandieron por el Malecón de La Habana al igual que en Santiago, Santa Clara, Ciego de Ávila, Camagüey,  Manzanillo y Bayamo, Guantánamo, San José de las Lajas, Holguín y Cárdenas; según reportaron diversos medios. En redes sociales se difundieron videos de protestantes cantando consignas de “Libertad”, “Abajo el comunismo” y “No tenemos miedo”, además de reclamar vacunas para el país. 

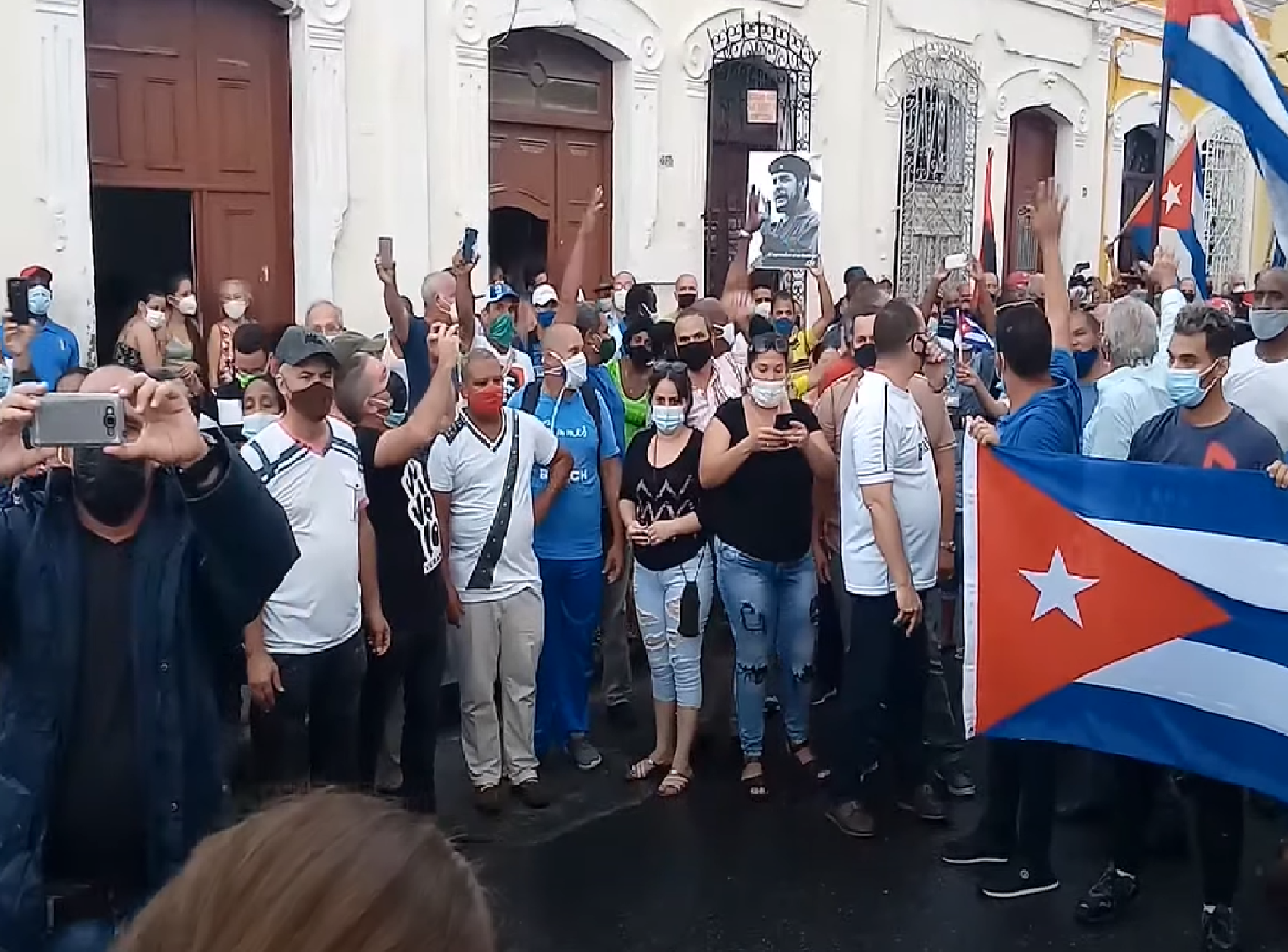
Partidarios del Partido Comunista de Cuba y manifestantes progubernamentales en Cienfuegos, respondiendo a "la orden de combate" de Miguel Díaz-Canel.

El presidente Díaz-Canel instó a sus seguidores a salir a las calles como respuesta a las manifestaciones, diciendo en una transmisión televisiva especial:

Estamos convocando a todos los revolucionarios del país, a todos los comunistas, a que salgan a las calles y vayan a los lugares donde vayan a ocurrir estas provocaciones ... La orden de combate está dada, a la calle los revolucionarios.

El gobierno cubano calificó las protestas de «contrarrevolucionarias» y culpó a Estados Unidos y al embargo de Estados Unidos a Cuba como causantes de la situación que condujeron a los disturbios. Partidarios del gobierno cubano salieron a marchar a las calles acusando a los manifestantes antigubernamentales de ser mercenarios pagados por Estados Unidos.

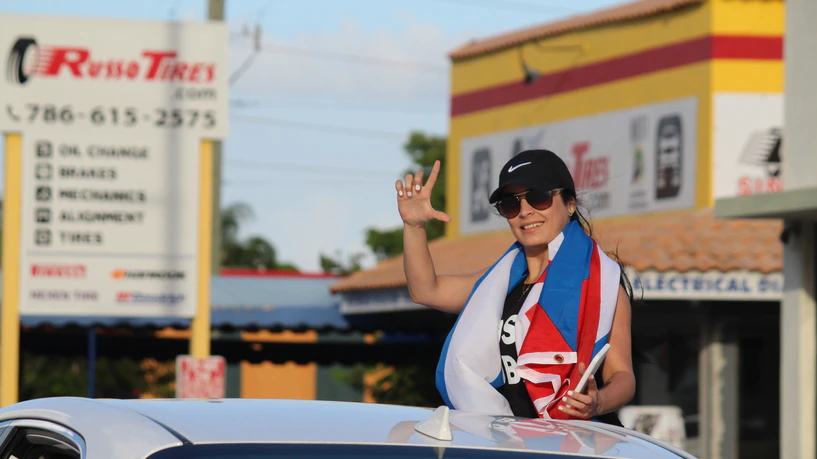
Una joven hace la señal de “Libertad” en camino a la manifestación a través de la Calle 8 en Miami.

Residentes de San Antonio denunciaron que la policía reprimió a manifestantes contra el gobierno y detuvo a varios de los participantes. Se registraron saqueos a tiendas estatales bajo la consigna «abajo las tiendas MLC», en referencia a las tiendas en «moneda libremente convertible» (eufemismo para divisas) que concentraban la mayoría de alimentos y bienes básicos que la mayoría de la población cubana no tiene acceso porque no cobran sus salarios en dólares o euros; también se informó de la destrucción de vehículos policiales.
Según Orlando Gutiérrez, exiliado opositor de la Asamblea de la Resistencia Cubana, había protestas en más de 15 ciudades y pueblos de Cuba. Gutiérrez le pidió al gobierno de Estados Unidos que encabezara una intervención internacional para evitar que los protestantes fueran «víctimas de un baño de sangre». Érika Guevara-Rosas, directora para las Américas de Amnistía Internacional, declaró que se reportaban cortes de Internet en los lugares donde las personas habían salido a protestar, y le exigió al gobierno de Miguel Díaz-Canel que respetara el derecho de asamblea pacífica. También se informó de cortes a la telefonía móvil que, al igual que el Internet, depende del Estado. Asimismo, los elementos de trabajo de algunos periodistas fueron confiscados y un fotógrafo de la agencia de noticias AP resultó herido por la Policía Nacional Revolucionaria (PNR).

### 12 de julio

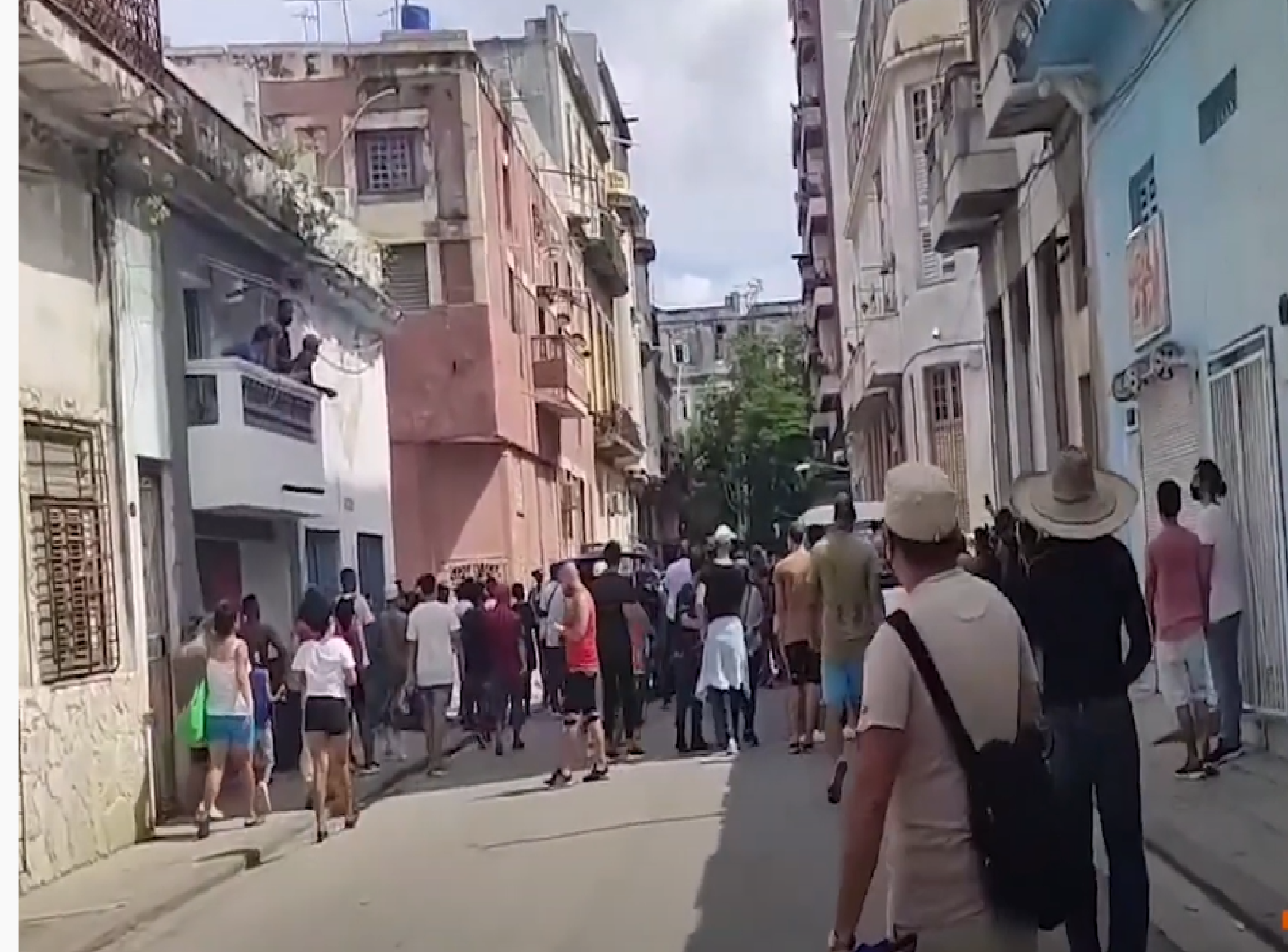
Manifestantes antigubernamentales marchan por una calle de La Habana.

Nuevas protestas se reportaron. Una periodista del periódico español ABC fue detenida y un grupo de jóvenes destruyó un cuadro con la imagen de Fidel Castro. Se inició el día sin servicio de internet (las autoridades cubanas bloquearon el acceso a Facebook, WhatsApp, Instagram y Telegram) para apaciguar las protestas y evitar que información saliera de la isla, y con fuerte presencia policial en las calles de La Habana. Decenas de mujeres se concentraron ante comisarías de policía para indagar sobre el paradero de sus maridos, hijos y allegados arrestados o desaparecidos durante los sucesos del día anterior. Ante las acusaciones de personas desaparecidas, Díaz-Canel manifestó:
Se realizó una reunión de la cúpula del Partido Comunista de Cuba en donde se abordaron el tema de las protestas. En dicha reunión participaría Raúl Castro. Un comunicado de la reunión manifestó que:

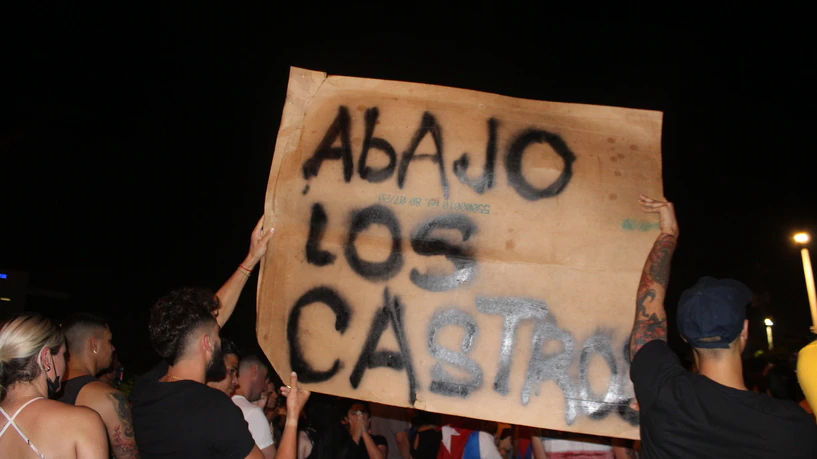
«Abajo los Castro», exiliados portan un cartel contra el gobierno de Cuba.

Díaz-Canel acusó a Estados Unidos de querer provocar “estallidos sociales” mientras el presidente norteamericano Joe Biden pidió al régimen que “escuche a su pueblo” y que las protestas eran “un llamado a la libertad”. El secretario de estado de Estados Unidos, Antony Blinken, calificó de “grave error” acusar a Estados Unidos de estar detrás de las protestas señalando que son “reflejo” de un pueblo “profundamente cansado” y de “la mala gestión y represión” de las autoridades cubanas. Mientras tanto, Josep Borrell, alto representante de la Unión Europea para Asuntos Exteriores y Política de Seguridad, pidió a Díaz-Canel que “permita las manifestaciones y escuche el descontento”.
A pesar de las advertencias de la Guardia Costera, personas en redes sociales se han organizado para que propietarios de embarcaciones lleven suministros a Cuba.

Durante una entrevista en vivo con el programa de televisión español Todo es mentira, la youtubera cubana Dina Stars fue detenida en vivo por funcionarios de seguridad cubanos. Fue acusada de "promover las manifestaciones" en el país; Dina fue liberada al día siguiente. Se establece que para el 13 de julio ha habido 112 detenciones o desapariciones forzosas según diferentes organizaciones.
El gobierno estadounidense, a través del secretario de defensa nacional Alejandro Mayorkas, advirtió que no aceptará migrantes y que las condiciones climáticas son malas para intentar emigrar de la isla a Estados Unidos. Mientras el Foro de Sao Paulo manifestó que los partidos que lo componen dan sus muestras de «solidaridad a la Revolución Cubana».
En Miami, Florida, Estados Unidos, manifestantes bloquearon temporalmente la Autopista Palmetto en ambas direcciones, para mostrar su apoyo a los manifestantes cubanos. Algunos periódicos informaron que los manifestantes violaron una ley antidisturbios de Florida; sin embargo, ninguno de los manifestantes ha sido acusado y el gobernador de Florida, Ron DeSantis, dijo que no creía que se aplicara la referida ley.

La página web CiberCuba difundió un video donde presuntamente un grupo de boina negra de la policía cubana, irrumpió en la casa de un manifestante y le disparó inmediatamente frente a su esposa e hijos, deteniéndolo posteriormente. El viceministro de Gobernación, Jesús Manuel Burón Tabit, cuestionó la toma de decisiones dentro del ministerio y el Consejo de Seguridad, así como lo que calificó de uso excesivo de la fuerza policial para reprimir las manifestaciones;  el gobierno cubano negó que dimitiera tras sus declaraciones. Sin embargo dichas palabras y dicha renuncia fue desmentida y presentada como una fake news.
El gobierno cubano levantó, hasta el 31 de diciembre del 2021, las restricciones aduaneras que limitaban las importaciones de aseo, medicamentos y alimentos. Además, se eliminó la obligación de usar la escala salarial para el pago del salario.
Díaz-Canel afirmó que hay tres tipos de manifestantes: contrarrevolucionarios, criminales y quienes tienen frustraciones legítimas.
Luis Almagro, Secretario General de la Organización de los Estados Americanos, calificó al sistema político de Cuba como una «dictadura fracasada, opresora y corrupta» añadiendo que «ha sobrevivido sobre la base de su parasitismo, primero de la Unión Soviética y en segundo lugar de Venezuela».

El 17 de julio, el presidente Miguel Díaz-Canel negó las acusaciones en contra de su gobierno, afirmando que «lo que está viendo el mundo de Cuba es una mentira» y calificó los videos y fotografías difundidos como «imágenes falsas». Ese mismo día el expresidente de Cuba, Raúl Castro, encabezó una manifestación a favor del gobierno cubano. En el evento culpó a Estados Unidos de haber orquestado las manifestaciones.

La organización Prisoners Defenders comunicó el 14 de julio al Comité contra las Desapariciones Forzadas de las Naciones Unidas, después de documentar las desapariciones que se produjeron «tras detención o secuestro policial o para-policial tanto en las manifestaciones pacíficas de los días 11, 12 y 13 de julio como en sus domicilios», «187 desapariciones forzosas».
Este organismo emitió una acción urgente dirigida al Representante Permanente de Cuba ante la ONU por los 187 casos, donde requirió «en aplicación del artículo 30 de la Convención» la acción urgente del Gobierno de Cuba para que adoptase todas las medidas necesarias «para buscar y localizar a las 187 personas desaparecidas», «proteger su vida e integridad personal, de conformidad con sus obligaciones convencionales», la «identificación de los perpetradores de la alegada desaparición forzada», y la «participación de los familiares» en el proceso de búsqueda e investigación de las personas desaparecidas.
Sin embargo dichas desapariciones han sido catalogadas como falsas por el gobierno cubano y quienes denuncian que en los listados de han colocado hasta nombres de funcionarios del estado cubano como Ramón Samada, presidente del ICAIC. Por otro lado, anteriormente la organización Cuba Decide había reportado la cifra de cinco muertos. Por su parte, el Ministerio del Interior cubano reconoció el fallecimiento de un manifestante en el municipio de Arroyo Naranjo.

- Protestas en Cuba de 2024
- Archipiélago (movimiento social cubano)
- Embargo estadounidense a Cuba
- Lineamientos de la Política Económica y Social del Partido y la Revolución
- Maleconazo
- Muerte de Hansel Hernández
- Patria y vida
- Primavera Negra de Cuba
- Revolución cubana

1. 

1. 
2. 
3. 
4. 
5. 
6. 
7. 
8. 
9. 
10. 
11. 
12. 
13. 
14. 
15. 
16. 
17. 
18. 
19. 
20. 
21. 
22. 
23. 
24. 
25. 
26. 
27. 
28. 
29. 
30. 
31. 
32. 
33. 
34. 
35. 
36. 
37. 
38. 
39. 
40. 
41. 
42. 
43. 
44. 
45. 
46. 
47. 
48. 
49. 
50. 
51. 
52. 
53. 
54. 
55. 
56. 
57. 
58. 
59. 
60. 
61. 
62. 
63. 
64. 
65. 
66. 
67. 
68. 
69. 
70. 
71. 
72. 
73. 
74. 
75. 
76. 
77. 
78. 
79. 
80. 
81. 
82. 
83. 
84. 
85. 
86. 
87. 
88. 
89. 
90. 
91. 
92. 
93. 
94. 
95. 
96. 
97. 
98. 
99. 
100. 
101. 
102. 
103. 
104. 
105. 
106. 
107. 
108. 
109. 
110. 
111. 
112. 
113. 
114. 
115. 
116. 
117. 
118. 
119. 
120. 
121. 
122. 
123. 
124. 
125. 
126. 
127. 
128. 
129. 
130. 
131. 
132. 
133. 
134. 
135. 
136. 
137. 
138. 
139. 
140. 
141. 
142. 
143. 
144. 
145. 
146. 
147. 
148. 
149. 
150. 
151. 
152. 
153. 
154. 
155. 
156. 
157. 
158. 
159. 
160. 
161. 
162. 
163. 
164. 
165. 
166. 
167. 
168. 
169. 
170. 
171. 
172. 
173. 
174. 
175. 
176. 
177. 
178. 
179. 
180. 
181. 
182. 
183. 
184. 
185. 
186. 
187. 
188. 
189. 
190. 
191. 
192. 
193. 
194. 
195. 
196. 
197. 
198. 
199. 
200. 
201. 
202. 
203. 
204. 
205. 
206. 
207. 
208. 

#### Protestas en Paraguay

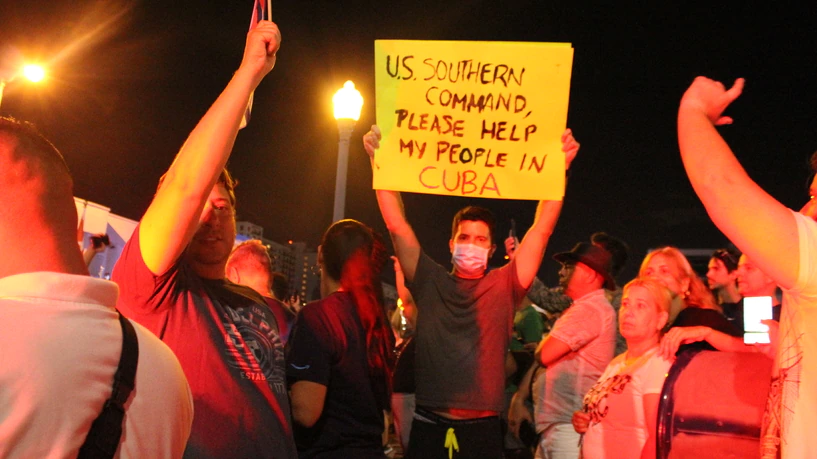
Un joven en Miami pide la intervención del Ejército de los Estados Unidos “en apoyo al pueblo de Cuba”.

##### "Let Cuba Live"

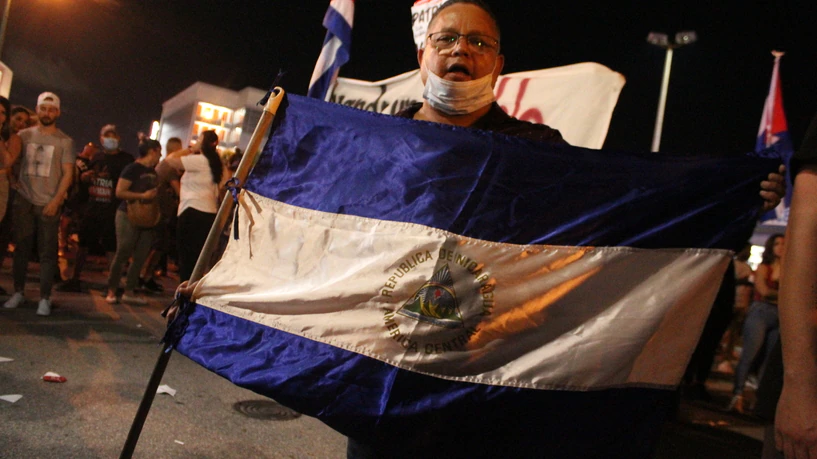
Un exiliado de Nicaragua pide la renuncia del presidente Daniel Ortega y apoya las protestas sucedidas en la isla.

#### En América

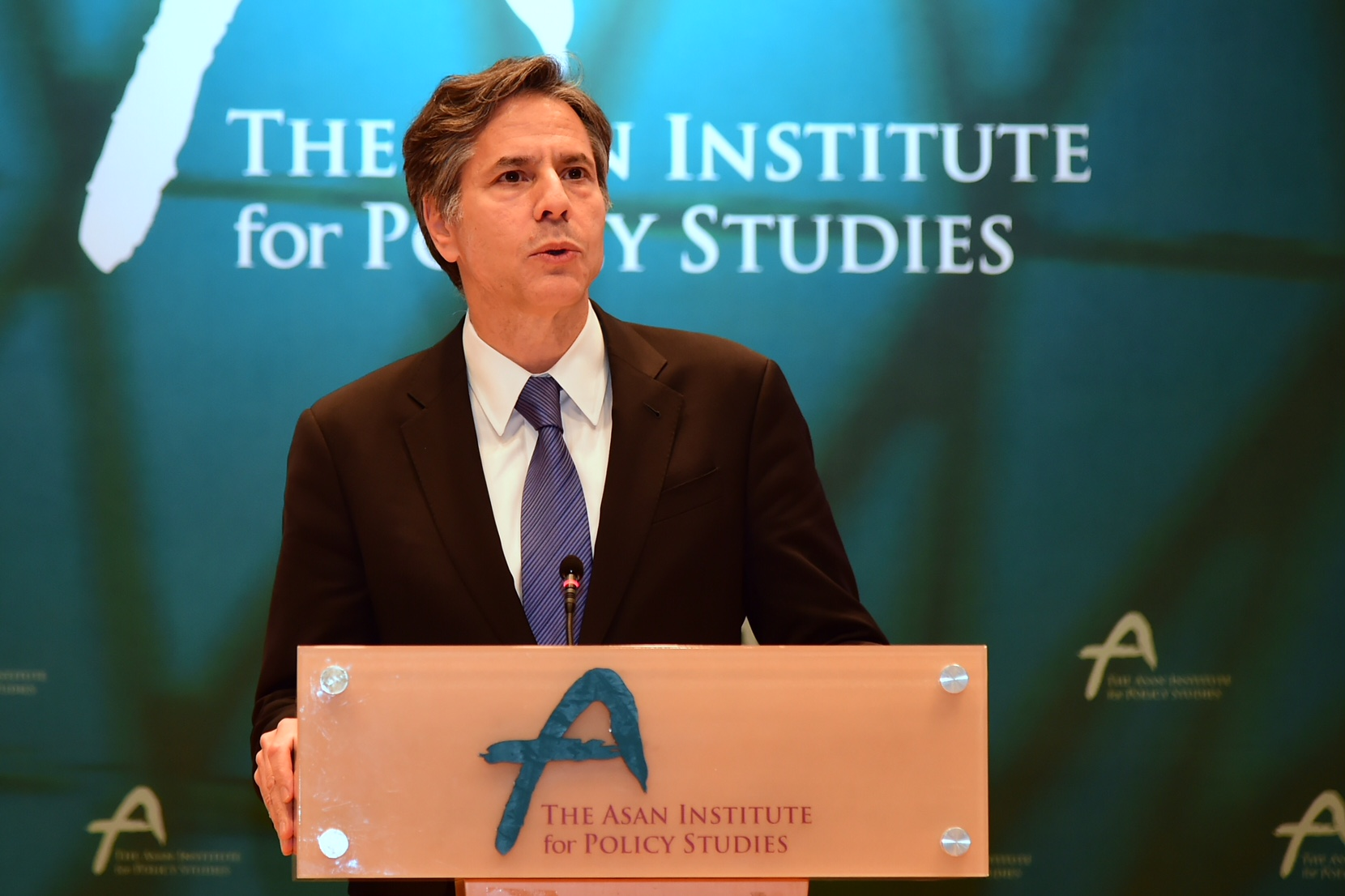
El secretario de Estado estadounidense, Antony Blinken declaró el 12 de julio que las protestas eran resultado de la mala gestión del gobierno cubano y negó cualquier participación por parte del gobierno estadounidense en las protestas.

### Partidos y políticos

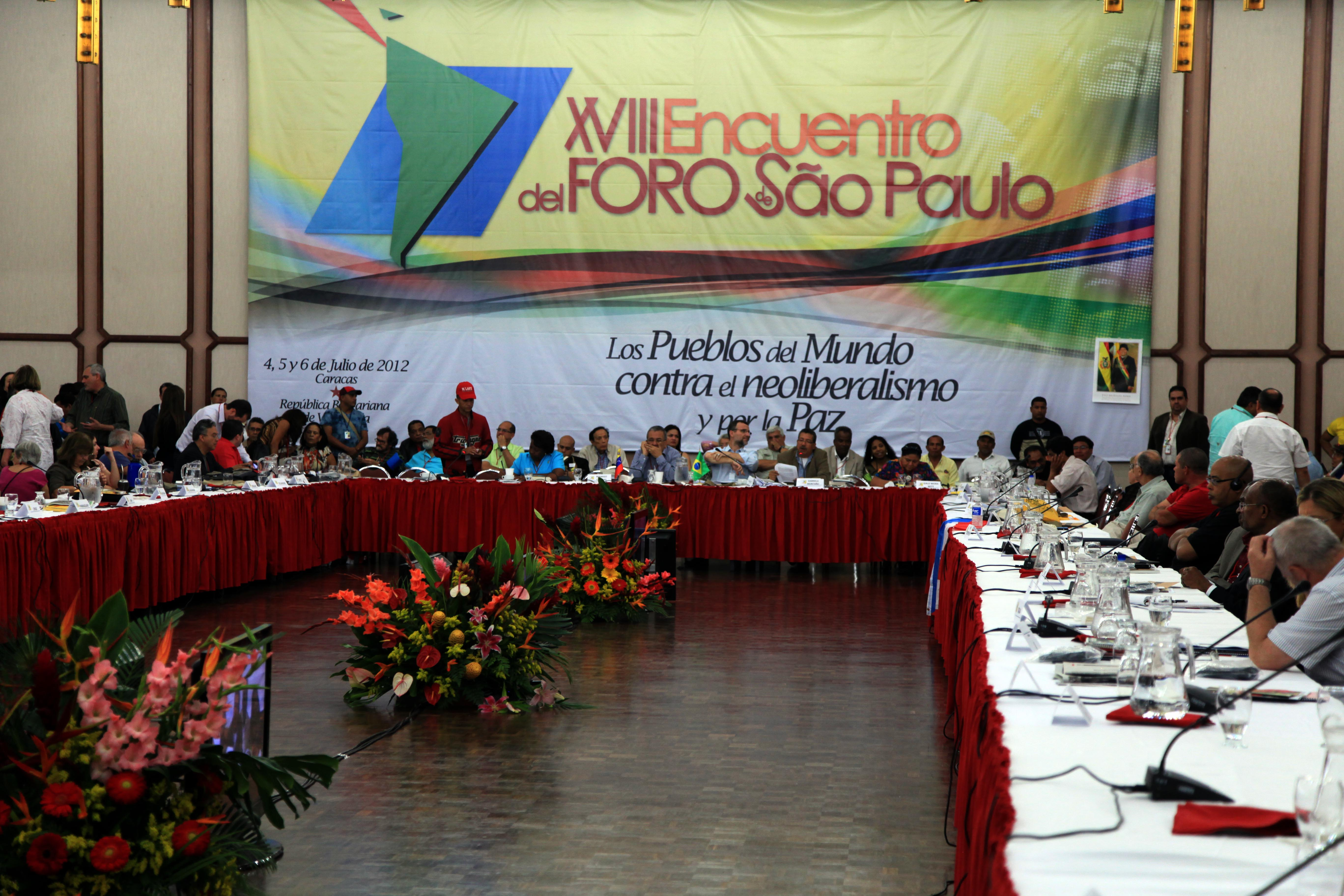
El Foro de Sao Paulo hizo público su respaldo al gobierno de Cuba.